# Armendarits
Armendarits (Baskisch: Armendaritze) is een gemeente in het Franse departement Pyrénées-Atlantiques (regio Nouvelle-Aquitaine) en telt 386 inwoners (2011). De plaats maakt deel uit van het arrondissement Bayonne.

## Geografie
De oppervlakte van Armendarits bedraagt 16,9 km², de bevolkingsdichtheid is 21,1 inwoners per km².
De onderstaande kaart toont de ligging van Armendarits met de belangrijkste infrastructuur en aangrenzende gemeenten.

## Demografie
Onderstaande figuur toont het verloop van het inwonertal (bron: INSEE-tellingen).